# Penelope Fitzgerald
Penelope Fitzgerald, nata Penelope Knox (Lincoln, 17 dicembre 1916 – Londra, 28 aprile 2000), è stata una scrittrice britannica, vincitrice del Booker Prize nel 1979 per il romanzo La casa sull'acqua (Offshore).

## Biografia
Penelope Fitgerald studiò alla Wycombe Abbey di High Wycombe e al Somerville College dell'Università di Oxford. Durante la seconda guerra mondiale lavorò per la BBC. Perse la madre nel 1935 e, nel 1937, il padre si risposò con Mary Shepard, che per lei più che una matrigna col tempo divenne un'amica. Nel 1941 sposò il militare irlandese Desmond Fitzgerald, da cui ebbe tre figli. Negli anni sessanta, insegnò alla scuola di arte drammatica Italia Conti Academy, lavorò in una libreria a Southwold, nel Suffolk, per un certo periodo visse a Battersea, in una houseboat sul Tamigi.
Iniziò la carriera letteraria solo nel 1975, a quasi sessant'anni, pubblicando una biografia dell'artista preraffaelita Edward Burne-Jones, a cui seguì due anni dopo The Knox Brothers, una biografia di suo padre Edmund Knox, e degli zii, il teologo e scrittore Ronald, il crittologo Dilly e l'esegeta biblico Wilfred.
Nel 1977 pubblicò il suo primo romanzo Il fanciullo d'oro (The Golden Child), un romanzo giallo di ambiente museale.
I quattro romanzi successivi sono tutti in qualche modo collegati alle sue esperienze personali. La libreria (The Bookshop, 1978) racconta di una libreria in 
un'immaginaria città dell'East Anglia alla fine degli anni cinquanta ed è incentrata sull'evento della vendita del romanzo scandalo Lolita. Con La casa sull'acqua (Offshore, 1979), ambientato nel 1961 nella comunità delle houseboat di Battersea, vince il Booker Prize, prestigioso premio per cui era già stata nominata con il romanzo precedente. Voci umane (Human Voices) racconta la vita alla BBC negli anni di guerra, Da Freddie (At Freddie's) è invece ambientato in una scuola d'arte drammatica.
Esauriti gli argomenti legati alla propria vita, nel 1984 pubblicò una biografia della poetessa Charlotte Mew, a cui segue una serie di romanzi storici: Innocenza (Innocence) è una storia sentimentale ambientata nell'Italia degli anni cinquanta; L'inizio della primavera (The Beginning of Spring) è ambientato a Mosca nel 1913 e racconta il periodo precedente alla Rivoluzione russa dal punto di vista di una famiglia britannica stabilitasi in Russia; Il cancello degli angeli (The Gate of Angels) è ambientato all'Università di Cambridge nel 1912; Il fiore azzurro (The Blue Flower) è incentrato sulla figura del poeta e filosofo tedesco Novalis.
L'antologia di racconti Strategie di fuga (The Means of Escape) e la raccolta di saggi e recensioni A House of Air vengono pubblicate postume.

## Opere

### Biografie
- Edward Burne-Jones (1975)
- The Knox Brothers (1977)
- Charlotte Mew and Her Friends: With a Selection of Her Poems (1984)

### Romanzi
- Il fanciullo d'oro (The Golden Child) (1977) Sellerio, 2002
- La libreria (The Bookshop) (1978) Sellerio, 1999
- La casa sull'acqua (Offshore) (1979) Sellerio, 2003
- Voci umane (Human Voices) (1980) Sellerio, 2003
- Da Freddie (At Freddie's) (1982) Sellerio, 2004
- Innocenza (Innocence) (1986) Sellerio, 2004
- L'inizio della primavera (The Beginning of Spring) (1988) Sellerio, 1999
- Il cancello degli angeli (The Gate of Angels) (1990) Sellerio, 2001
- Il fiore azzurro (The Blue Flower) (1995) Sellerio, 1998

### Racconti
- Strategie di fuga (The Means of Escape) (2000) Sellerio, 2008

### Saggistica
- A House of Air (2005), curato da Terence Dooley